# Rómulo Gallegos (Cojedes)
Rómulo Gallegos è un comune del Venezuela situato nello stato del Cojedes.
Il capoluogo del comune è la città di Las Vegas.